# Учительница (фильм, 2016)
«Учительница» (словац. Učiteľka) — фильм-драма чешского режиссёра Яна Гржебейка, снятый в 2016 году при финансовой поддержке Словацкого аудиовизуального фонда и Министерства культуры Словакии.
Премьерный показ — июль 2016 года.

## Сюжет
1983 год. После прихода в школу новой учительницы, бездетной вдовы офицера армии, жизнь учеников и их родителей переворачивается с ног на голову. В убеждении, что именно поведение новой учительницы довело одну из учениц класса до попытки самоубийства, директор школы проводит экстренное родительское собрание, на котором просит родителей подписать петицию об увольнении новой учительницы.

## Съемочная группа
- Режиссер: Ян Гржебейк.
- Продюсеры: Зузана Мистрикова и Любица Ореховска.
- Автор сценария Петр Ярховский, перевод сценария на словацкий язык — Яна Петриковичова.
- Оператор: Мартин Жьяран
- Композитор: Михал Новинский
- Звукорежиссёр: Иржи Кленка
- Режиссёр монтажа: Владимир Барак
- Продюсерская компания: PubRes (Словакия)

## В ролях
Зузана Маурери, Петер Бебьяк, Аттила Мокош, Чонгор Кашаи, Зузана Конечна, Эва Бандор, Душан Капралик, Мартин Гавелка и др.

## Сайты о фильме
- http://www.pubres.sk/ucitelka/
- http://www.levelk.dk/films/the-teacher/2593
- http://www.csfd.cz/film/372832-ucitelka/prehled/

1. ↑  Učitelka // Česko-Slovenská filmová databáze (чеш.) — 2001.